# Камель, Ботайна
Ботайна Камель (масри بثينة كامل; род. 18 апреля 1962, Каир) — египетская телеведущая, активистка и политик. Будучи последовательной сторонницей демократии, в частности членом движения Shayfeencom, она неоднократно вступала в конфликт с властями. В июне 2011 года она выдвинула свою кандидатуру на пост президента Египта, хотя и не набрала достаточного количества подписей для участия в голосовании. 12 апреля 2014 года Камель объявила, что собирается баллотироваться на предстоящих президентских выборах, но вновь не смогла собрать достаточное количество голосов для участия в них.

## Биография
С 1992 по 1998 год Камель вела на египетском радио программу «Ночные признания». Позднее она работала ведущей на государственном телевидении Египта и вела шоу «Пожалуйста, поймите меня», транслировавшейся в принадлежащей Саудовской Аравии сети спутникового телевидения Orbit. На каждом из этих мест работы она сталкивалась с проблемами. «Ночные признания» были закрыты после протестов религиозных консерваторов. Камель была вынуждена взять отпуск, когда работала на государственном телевидении Египта, чтобы не участвовать в пропаганде вокруг выборов 2005 года. Шоу «Пожалуйста, поймите меня» было снято с эфира саудовскими продюсерами, когда те забеспокоились, что освещение в них Египетской революции 2011 года затронет интересы Саудовской Аравии.
Камель на протяжении долгого времени активно занималась продемократической деятельностью, часто участвовала митингах, в 2005 году сформировала группу по наблюдению за выборами Shayfeencom, а во время революции 2011 года одной из первых вышла на уличные протесты.
Камель причисляет себя к социал-демократам, баллотировалась как независимый кандидат. Будучи мусульманкой-сунниткой, она заняла позицию против какой-либо дискриминации по религиозному признаку, поддерживая предложения о равном отношении к коптским и мусульманским местам отправления культа и о привлечении к суду тех, кто подстрекает к межконфессиональному насилию. Кроме того, она носит ожерелье с мусульманским полумесяцем и христианским крестом, что было призвано означать египетское единство, а также являлось символом Египетской революции 1919 года. Камель критиковала военных, а не какую-либо религиозную конфессию, за межрелигиозные столкновения, разразившиеся после революции. К другим её политическим предложениям относилась, в частности, инициатива снижения минимального возраста депутатов парламентариев с 30 до 22 лет с учётом активного участия молодёжи в революционных событиях.